# Джеффрі Стар
Джеффрі Стар (англ. Jeffree Star, при народженні Джеффрі Лінн Стейнінджер (Jeffrey Lynn Steininger) — американський співак, модель, стиліст, діджей і візажист, який проживає в одному з передмість Лос-Анджелеса. Початок його музичної кар'єри був пов'язаний з популярністю в соціальній мережі MySpace. Він також відомий завдяки своїй епатажній та андрогінній зовнішності. Сам Джеффрі називає себе «Queen of the Internet» (Королева Інтернету). Зараз у Джеффрі своя лінія косметики Jeffree Star Cosmetics.

## Дитячі та юнацькі роки
Джеффрі народився в Каліфорнії, США. «Я зрозумів, що гей, ще в ранньому дитинстві» — згадує Джеффрі. Його батько помер, коли він був дитиною, тому йому часто доводилося залишатися одному, поки його мати, яка працювала моделлю, їхала на знімання. Він почав експериментувати з косметикою в дуже ранньому віці. Стар переконав свою матір дозволити йому фарбуватися, коли він був в середній школі.

## Візажист, робота моделлю, популярність в інтернеті
Стар почав кар'єру візажиста в 15 років. Спочатку він працював у клубах і відносився до категорії хлопчиків, званих «Club Kids». Він користувався косметикою, фарбував волосся флуоресцентними фарбами й носив жіночий одяг. Зрозуміло, Джеффрі був у центрі уваги як у школі, так і поза нею. Популярність прийшла до Джеффрі у старшій школі, яку він почав відвідувати в жіночому одязі та аксесуарах. Стар згадує, що інтерес, який він віддчув у дитинстві, підштовхнув його до використання косметики та носіння речей, які він брав у матері.
Вихідними Джеффрі використовував підроблені документи для того, щоб мати можливість відвідувати Голлівудські клуби. При цьому він одягав мінісукні й туфлі на дев'яти дюймових підборах, сподіваючись, що хто-небудь зі знаменитостей оцінить його зовнішній вигляд і попросить зробити макіяж або найме як модель. Стар каже, що відвідування вечірок на вихідних та поради з макіяжу, які він давав, стали основою його кар'єри.
Джеффрі працював з багатьма знаменитостями, такими як Келлі Осборн, Нікі Мінаж, Ніколь Річі, Періс Хілтон, Дейві Хевок (соліст гурту AFI). Стар набув перших фанатів, коли почав публікувати фотографії на Інтернет-форумах, а пізніше на MySpace. У подарунок від сайту він отримав багато призів, у тому числі й дорогі фотокамери, з допомогою яких він міг робити все більше фотографій. Так само він привертав увагу тим, що абсолютно не соромився своєї орієнтації та це і стало темою багатьох його пісень.
1 серпня 2006 року вийшов журнал «Frontiers», на обкладинці якого був Джеффрі Стар. Також у 2006 році Джеффрі став учасником численних модних показів. Стар знявся в декількох музичних відеокліпах. Серед них кліп Good Charlotte на пісню The River, Push групи Godhead і One Love від Aiden.
На сайті MySpace, використовуючи нікнейм Cunt, Джеффрі Стар отримав велику кількість фанатів на декількох сайтах і переконав багатьох людей приєднатися до нього на MySpace. До жовтня 2007 року на його сторінці було вже понад 632000 друзів, а кожна нова фотографія набирала близько 50000 коментарів. У листопаді 2006 року він був визнаний найпопулярнішою особою MySpace.
Крім MySpace Джеффрі Стар зареєстрований на сайті Buzznet.com, який поєднує в собі можливості фотоблогу і відеоблогу. Джеффрі часто проводить різні конкурси. Також він постійно оновлює розділ з відеозаписами, серед яких присутні огляди музичних новинок, публікує новини про релізи власних пісень, а також описує цікаві події з життя.
Зараз на YouTube-каналі Джеффрі більше ніж 18 млн підписників та понад 16 млн підписників в Instagram. За даними Forbes, у 2018 році Стар заробив 18 мільйонів доларів зі свого YouTube.
У 2015 році Джеффрі випустив свою лінію косметики Jeffree Star Cosmetics, яка донині є однією з найпопулярніших і продаваних у світі.

## Музична кар'єра
Музична кар'єра Джеффрі в жанрах електроніки та хіп-хоп почалася, коли він подружився з барабанщицею Peaches, яка і надихнула його на створення музики. Перші два треки Straight Boys і We Want Cunt були написані спільно з групою Hole, барабанщиком групи Mötley Crüe і співачкою Джесікою з Scarling.

### Plastic Surgery Slumber Party 2006—2007
13 березня 2007 року Джеффрі Стар випустив свій перший альбом під назвою Plastic Surgery Slumber Party. 20 березня 2007 року цей диск з'явився в хіт-параді танцювальної музики iTunes, стартувавши з першого місця. Альбом Plastic Surgery Slumber Party на MySpace був прослуханий 25 мільйонів разів.
Дві пісні, записані Джеффрі, не були видані Plastic Surgery Slumber Party. Вони називаються Louis Vuitton і Don't Cha (Sex Change Remix). У 2005 році Стар також записав пісню Turn Off the Lights спільно з гуртом Hollywood Undead.
Влітку 2007 року Джеффрі Стар взяв участь у гастрольному турі True Colors Tour 2007, який проходив у 15 містах США і Канади.
У 2008 році Джеффрі провів спільне турне з гуртом Brokencyde.

## Скандали

### Расизм
Стара звинувачували в расизмі через зневажливі зауваження щодо меншин, хоча згодом він вибачився за це. На MySpace було розміщено сатиричний скіт між Старом та Дрег-куін, в якому Стар заявляє, що хоче виплеснути акумуляторну кислоту на чорну жінку, щоб освітлити її шкіру. У Стара неодноразово були расистські проблеми.

## Дискографія
Студійні альбоми
- 2009: Beauty Killer

EPs
- 2007: Plastic Surgery Slumber Party
- 2008: Cupcakes Taste like Violence

## Фільмографія
| Телевізійні епізоди | Телевізійні епізоди | Телевізійні епізоди | Телевізійні епізоди                  |
| Рік                 | Програма            | У ролі              | Серія                                |
| ------------------- | ------------------- | ------------------- | ------------------------------------ |
| 2007                | Video on Trial      | Сам себе            | «Guest judge» (епізод 20, сезон 2)   |
| 2007                | LA Ink              | Сам себе            | «Kat's in Love» (епізод 10, 1 сезон) |